# Curitiba
Curitiba je grad u Brazilu, u državi Paraná. Po procjenama iz 2007., ima 1.808.969 stanovnika.